# Jiangxia
Jiangxia är ett stadsdistrikt i provinshuvudstaden Wuhan i Hubei-provinsen i centrala Kina.